# Dites-le avec des oignons
Pour plus de détails, voir Fiche technique et Distribution.
Dites-le avec des oignons (Cipolla Colt) est un film hispano-germano-italien comique et parodique du genre western spaghetti, réalisé par Enzo G. Castellari et sorti en 1975.

## Synopsis
Onion, un gentil aventurier arrive dans la ville de Paradise City. Il a acheté un terrain à un certain Foster, mystérieusement mort dans un accident, afin d'y planter des oignons. Onion découvre que Foster a été tué par les sbires de Petrus Lamb, propriétaire de la Oil Company, une compagnie pétrolière prête à tout pour obtenir les terres nécessaires à l'extraction du pétrole brut.

## Fiche technique
- Titre original : Cipolla Colt
- Titre français : Dites-le avec des oignons[2],[3]
- Réalisation : Enzo G. Castellari
- Scénario : Luciano Vincenzoni, Sergio Donati
- Musique : Guido & Maurizio De Angelis
- Photographie : Alejandro Ulloa
- Décors : Alberto Boccianti
- Montage : Gianfranco Amicucci
- Production : Carlo Ponti
- Compagnies de production : Compagnia Cinematografica Champion, C.I.P.I. Cinematografica S.A, T.I.T. Filmproduktion GmbH
- Distribution : Produzione Intercontinentali Cinematografiche
- Durée : 91 minutes
- Pays de production :  Italie |  Espagne |  Allemagne de l'Ouest
- Langue : italien
- Date de sortie : 
  - Italie : 25 août 1975

## Distribution
- Franco Nero : Onion Stark
- Martin Balsam : Petrus
- Sterling Hayden : Pulitzer
- Dick Butkus : Jeff
- Leo Anchóriz : Shérif
- Romano Puppo
- Neno Zamperla : Oblò - Monocle
- Emma Cohen  : Mary Ann